# Östra Sönnarslövs kyrka
Östra Sönnarslövs kyrka är en kyrkobyggnad i Östra Sönnarslöv. Den är församlingskyrka i Degeberga-Everöds församling i Lunds stift.

## Kyrkobyggnaden
Kyrkan byggdes ursprungligen på 1100-talet samtidigt som hundratals andra skånska kyrkor. Det breda västtornet är lika brett som långhuset, nio meter på utsidan.
På 1400-talets slogs valv.
1861-1862 genomgick kyrkan en omfattande ombyggnad. Då revs kyrkans långhus med dess valv och två långa korsarmar tillfogades i nord och syd. Korets absid revs och ersattes av en rak vägg. Därigenom finns bara koret och tornet kvar av den medeltida kyrkan.
1964-1965 restaurerades kyrkan. Korsarmarna kortades genom att nya väggar uppfördes. Man fick därmed ett vapenhus i söder och en bårrum i norr. Man tog bort 1800-talets valv och ersatte dessa med ett nytt innertak av trä. Andra förändringar var uppförandet av ett nytt altare i kalksten och en vidgning av altarringen. I koret fanns man senmedeltida kalkmålningar.

## Korets valvmålningar

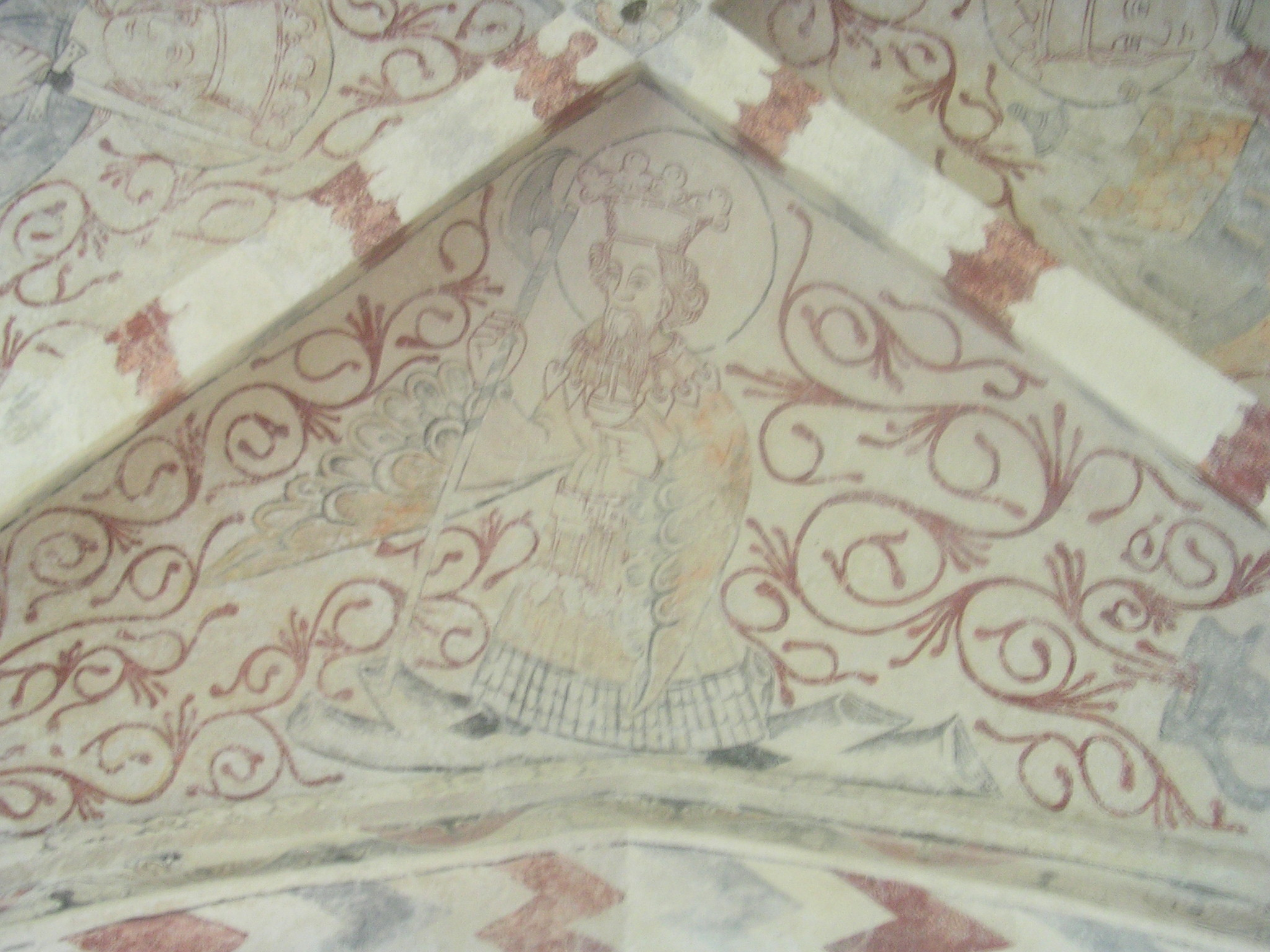
Sankt Olof.

I korets valv finns fyra helgon gestaltade: Sankt Olof, Sankta Barbara, Sankt Knut och Sankta Gertrud. Målningarna tillskrives Vittskövlemästaren och utfördes under senare delen av 1400-talet, sannolikt på 1460-talet.
Alla helgon bär helgonkronor och sina attribut. Figurerna omgives av rankor och i ett hörn kan man se ett ansikte, vilket antas vara målarens eget porträtt. Målningarna hittades och togs fram på 1964-65.

## Inventarier
I koret hänger ett krucifix från 1400-talet. Det är lånat från Everlövs kyrka.
Predikstolen dateras till 1636.

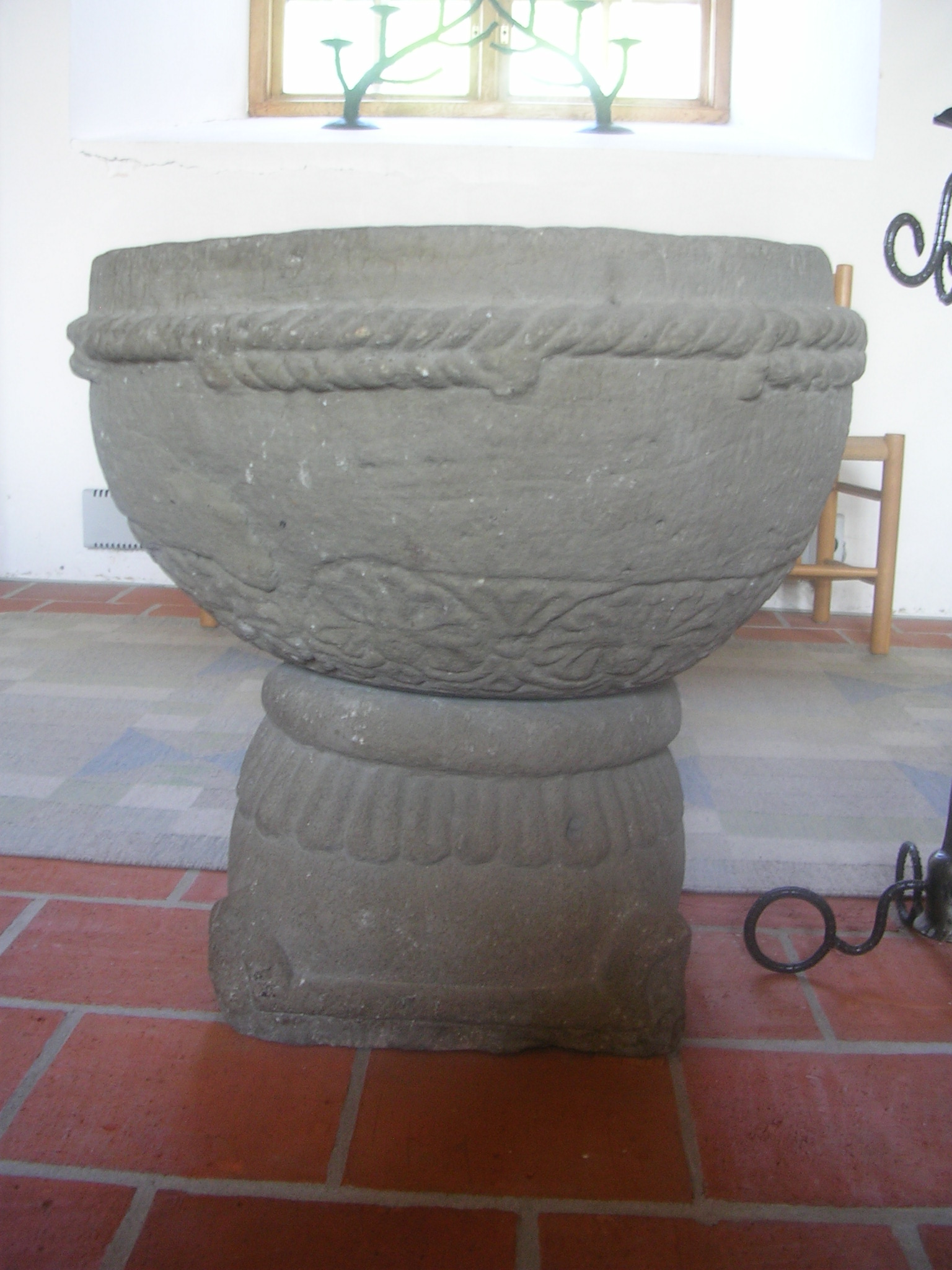
Dopfunten.

Dopfunten kom ursprungligen från Västra Vrams kyrka, men har sedan flyttats till Everlövs kyrka. Den har ett icke-enhetligt utformande och man tror att foten är äldre än cuppan. Många menar att foten av sandsten är gjord av Tove stenmästare runt år 1200. Cuppan är gjord i ett hårdare material. På den övre delen av cuppan finns repstav som på fyra ställen är dubbel. Längre ner på cuppan finns en palmettbård.
Lillklockan blev omgjuten i Ystad 1925 och väger 330 kilogram. Enligt Danmarks middelalderlige kirkeklokker från 1906 skulle klockan vara från 1400-talet eller början av 1500-talet. Storklockan från 1743 göts och har inskriften Soli deo gloria in exelsis samt inskrifter som talar om vem som då var biskop i Lund och kyrkoherde i församlingen.

### Orgel
- 1759 byggde Christian Fredrik Hardt, Malmö en orgel med 8 stämmor.
- 1912 inköptes ett harmonium som då användes i kyrkan.
- Den nuvarande orgeln byggdes 1966 av Gebrüder Jehmlich, Dresden, DDR en mekanisk orgel.

| Huvudverk I    | Svällverk II        | Pedal      | Koppel |
| Koppelflöjt 8' | Trägedackt 8´       | Subbas 16´ | I/P    |
| Principal 4'   | Rörflöjt 4'         | Dolkan 4'  | II/P   |
| Spetsflöjt 4'  | Principal 2'        |            | II/I   |
| Hohlflöjt 2'   | Scharfcimbel 2 chor |            |        |
| Mixtur 4 chor  | Harfenregal 8'      |            |        |
|                | Tremulant           |            |        |
|                | Crescendosvällare   |            |        |

## Bilder

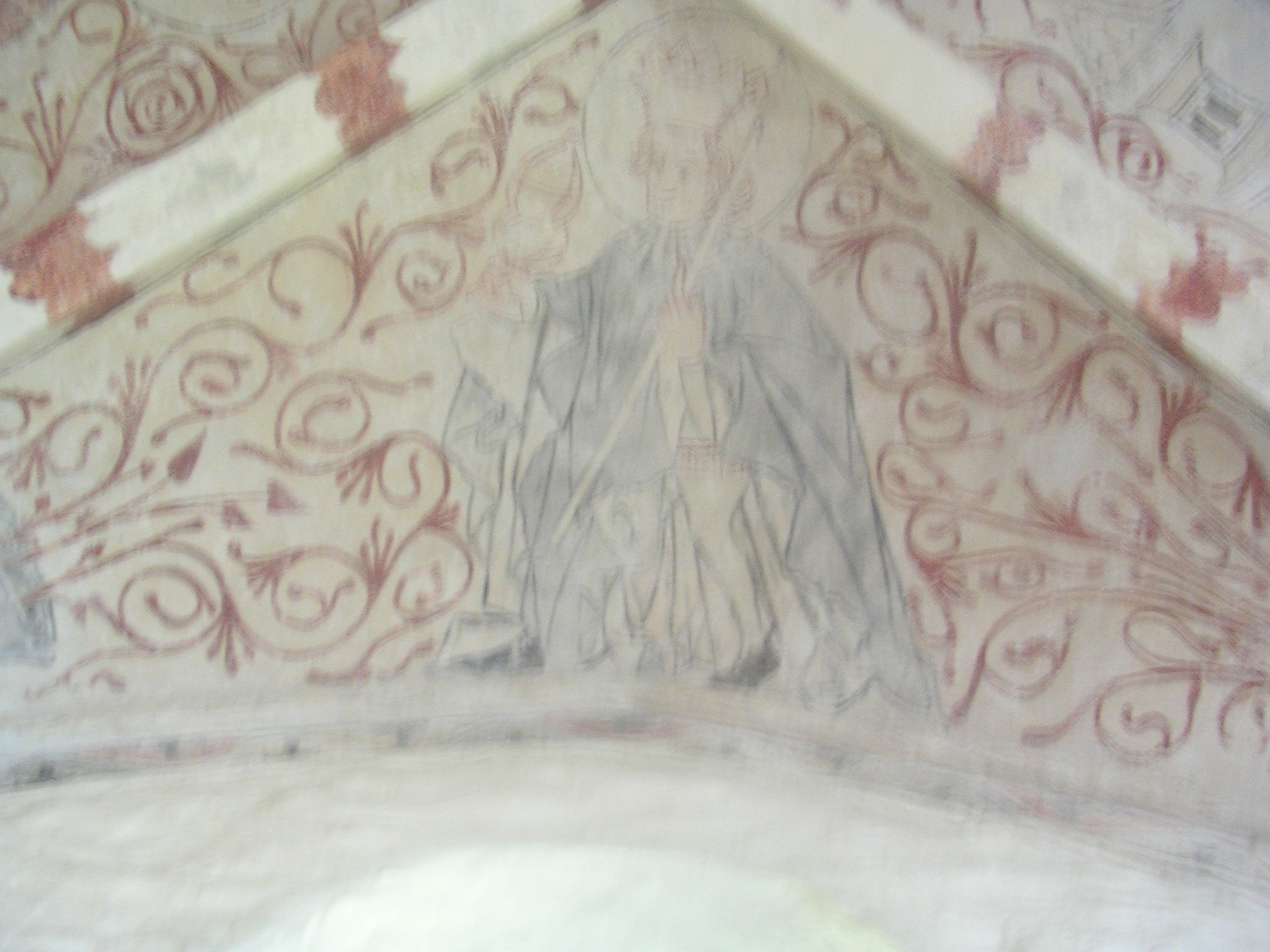
Sankt Knut
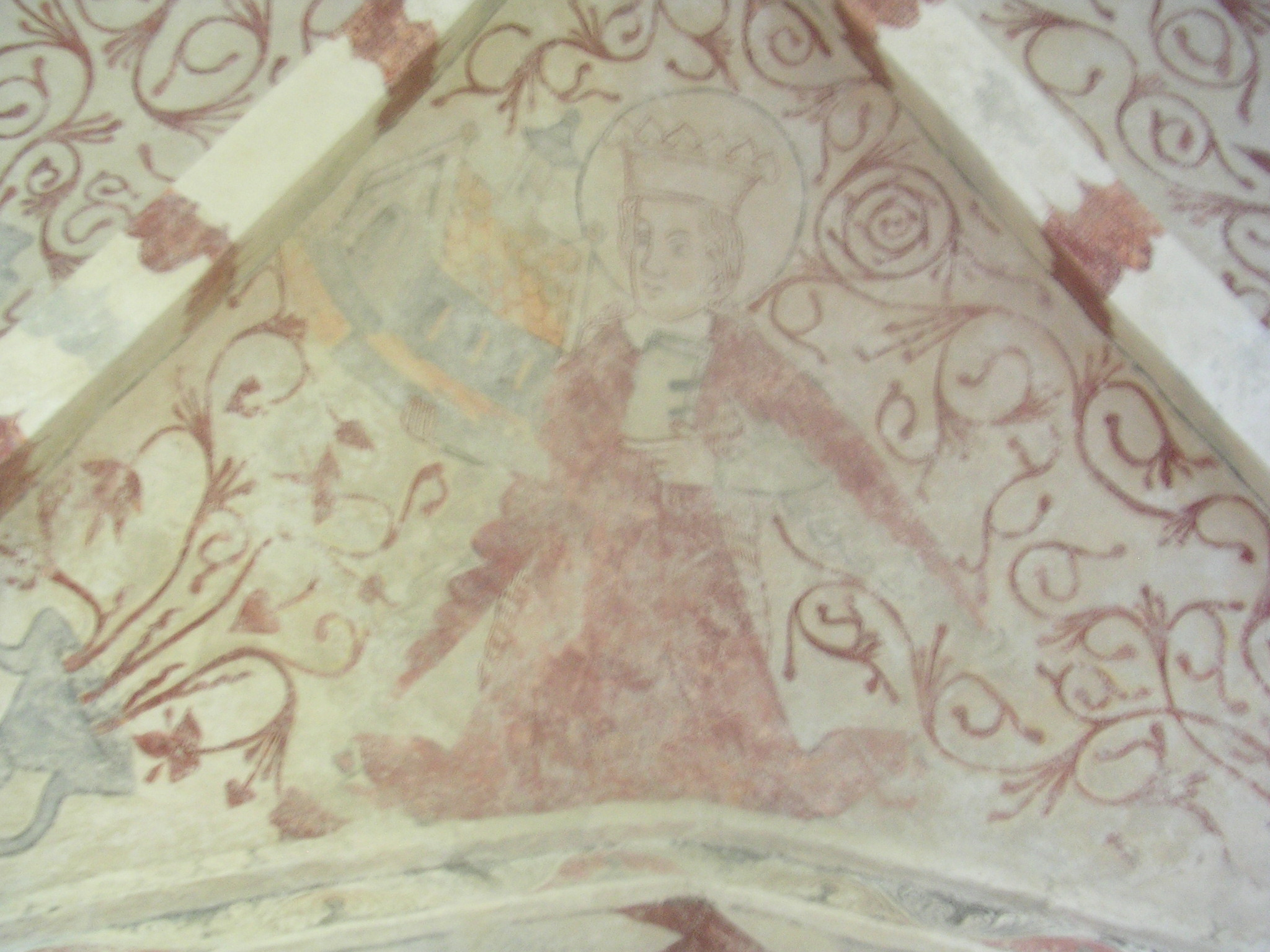
Sankta Gertrud
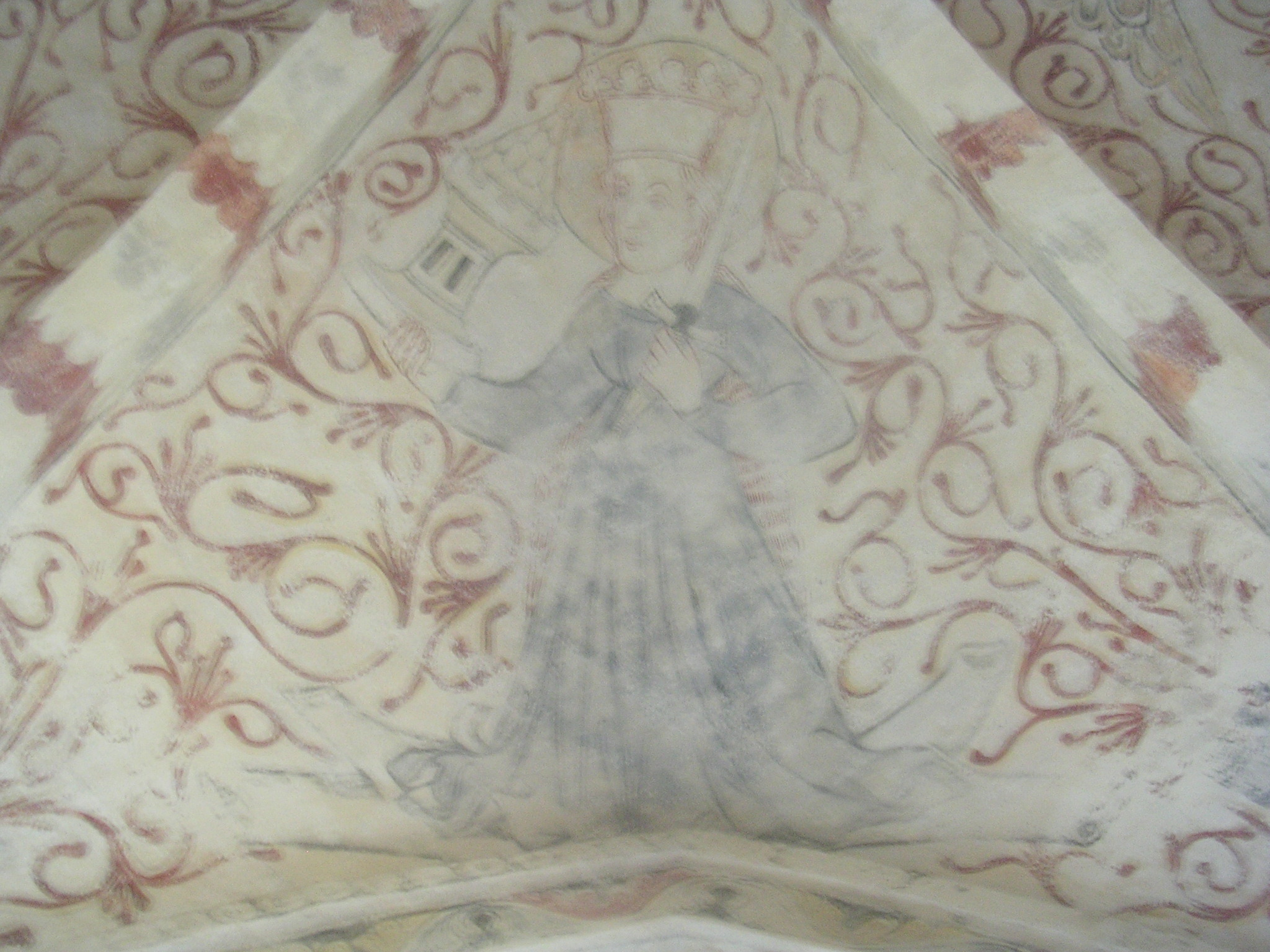
Sankta Barbara, 2005
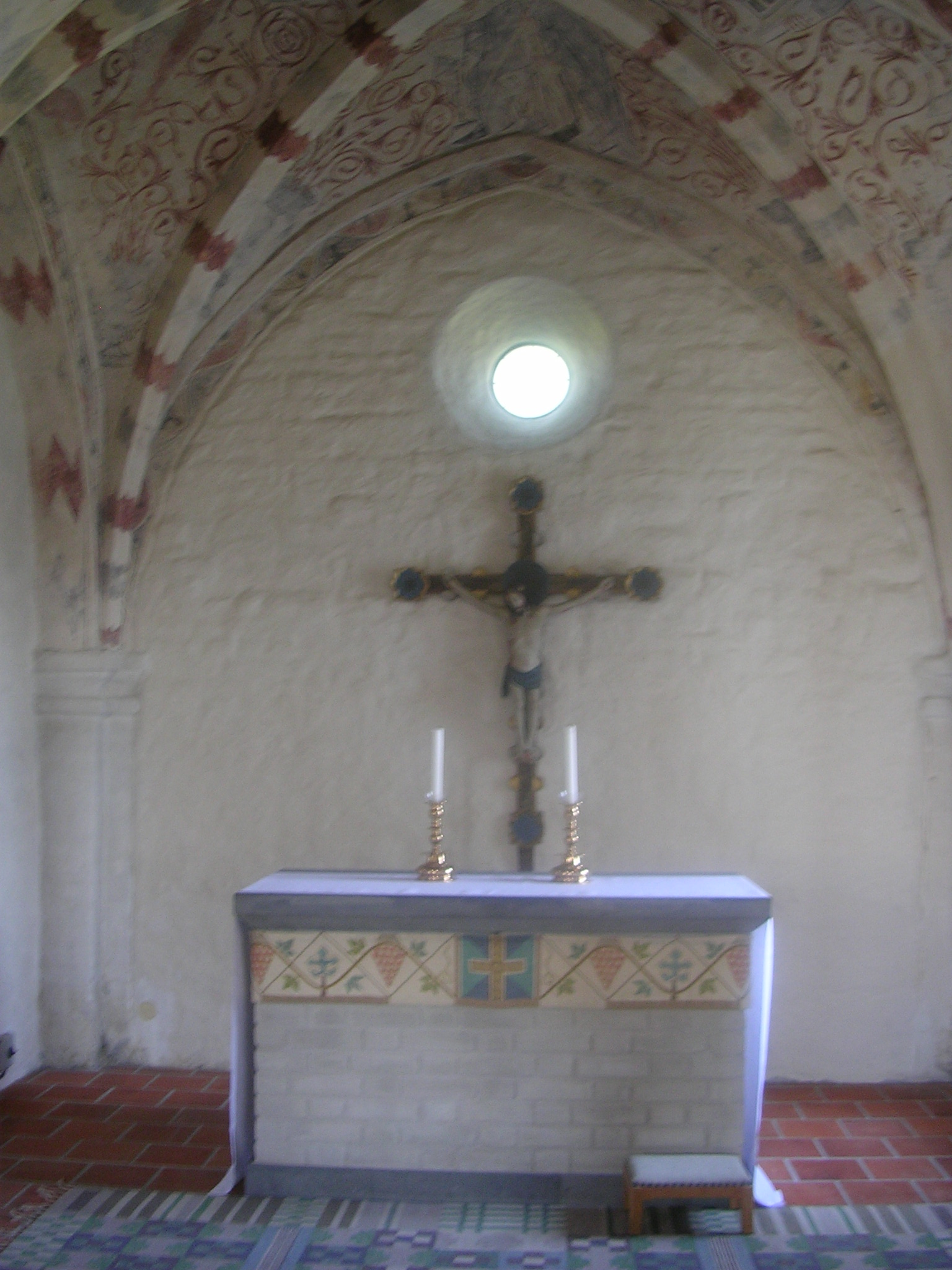